# Pico Austria
Der Pico Austria (auch Cerro Austria und Cerro Negro) ist ein 5320 m hoher Berg in der Cordillera Real in Bolivien.
Der Pico Austria liegt in der Condoriri-Gruppe im Departamento La Paz. Ausgangspunkt für Besteigungen ist die Laguna Chiar Khota. Der Gipfel erlaubt einen Blick auf fast die gesamte Cordillera Real. Richtung Südwesten reicht die Sicht bis zum über 200 km entfernten Sajama.